# Archlord
Archlord war ein kostenloses Massen-Mehrspieler-Online-Rollenspiel (Massively Multiplayer Online Role-Playing Game – MMORPG), für PC-Systeme, das 2006 von Codemasters in Europa und Nordamerika angeboten wurde und ab Oktober 2009 von Webzen betreut wurde. Anfang Dezember 2013 gab Webzen bekannt, den Spielbetrieb zum Ende des Jahres einzustellen. – Der Server wurde am 1. Januar 2014 abgeschaltet.
Die Spielwelt von Archlord wurde im belgisch-niederländischen Spielfilm Ben X aus dem Jahr 2007 verwendet, dessen Hauptfigur ein Archlord-Spieler ist.

## Geschichte
Das Spiel wurde nach Abschluss der Beta-Phase ab dem 3. Oktober 2006 verkauft. Die deutsche Version folgte am 6. Dezember 2006. Die Übersetzung hatte aber schwere Mängel und der deutsche Client litt an regelmäßigen Abstürzen. Seit dem 4. Januar 2007 war das Spiel ohne monatliche Kosten spielbar, das Spiel selber musste käuflich erworben werden. Seit dem 16. August 2007 ist der Spielzugang gänzlich kostenlos. Das Client-Programm kann von der Archlord-Homepage heruntergeladen und vollwertige, zeitlich unbegrenzte Spiel-Accounts können gratis erstellt werden. Abgesehen von dem Hinweis zu Spielbeginn auf die Einkaufsmöglichkeiten im Chantra-Shop ist Archlord werbefrei.
Nach dem Verzicht auf monatliche Gebühren stieg die Anzahl der Spieler rasch an. Am 22. Mai 2008 wurde die Zahl von 500.000 registrierten Spielern erreicht.
Am 3. Oktober 2009 übernahm Webzen den Service für Europa und Nordamerika, da die Lizenz von Codemasters auslief und keine Einigung mit NHN Games Corporation gefunden wurde. Das Spiel wurde zunächst nur in englischer Sprache angeboten, seit Februar 2010 ist es u. a. auch in deutscher Sprache spielbar.

## Erweiterungen
In der deutschen Version wurde am 1. August 2007 die erste Erweiterung (Episode II: Season of Siege) veröffentlicht. Sie brachte neben Patches auch neue Spielelemente wie das Archlord-System und den Burgenkampf in das Spiel. Dabei können verschiedene Parteien um den Besitz von Burgen kämpfen. Sowohl die Verteidiger als auch die Angreifer bekommen dabei Unterstützung durch verschiedene Waffen, z. B. Katapulte oder Schlossmonster.
Am 18. August 2008 wurde die zweite Erweiterung (Episode III – Spirits Awakening) freigegeben, die drei neue Spielerzonen, neue Waffen und Monster brachte.
In der koreanischen Version sind bereits folgende Erweiterungen erschienen:
- Episode IV: Prelude to Power – Neue Fertigkeiten, Gebiete, Waffen und Rüstungen
- Episode V: Moonelf Rising – Neue Klasse (Swashbuckler)

Webzen nannte die Spielversionen:
- Episode I: The Legend of Chantra
- Episode II: Moonelf Rising – Dark side of the moon (Ab 15. Oktober 2009. Die neue Klasse Swashbuckler wurde eingeführt.)
- Episode III: Season of Siege Warfare (Ab 15. Dezember 2009. Sie brachte neue Regeln für den Burgenkampf.)
- Episode IV: Chaotic Frontier (Ab 25. März 2010. Neue Gebiete wurden hinzugefügt.)[5]
- Episode V: "Battle Ground"
- Episode VI: "DragonScion, Beyond the Evolution" (Ab 15. Dezember 2010. Neue Rasse wurde hinzugefügt.)+
- Episode VII "Ascent from Hell" – New Realm World (Ab 2. Juli 2011. Levelerweiterung von 99 auf 120 hinzugefügt, Battle Square Erweiterung mit neuen Waffen hinzugefügt)

## Spielwelt
Archlord spielt in einer fiktiven Welt namens Chantra mit verschiedenen Städten, Dörfern und Landschaften. Die Spielwelt ist in verschiedene Gebiete unterteilt. Daneben gibt es Instanzen wie Höhlen und Kampfzonen, die über Portale betreten werden können. Die Spielwelt wird dreidimensional dargestellt, die der Spieler üblicherweise aus der Third-Person-Perspektive des eigenen Charakters sieht.
Die Fortbewegung erfolgt zu Fuß, mit dem Erreichen höherer Level können Reittiere gekauft werden. Zur schnelleren Fortbewegung zwischen verschiedenen Orten stehen Teleportationsportale zur Verfügung, für deren Benutzung in den meisten Fällen virtuelles Spielgeld erforderlich ist. Außerdem kann man sich mit Teleportschriftrollen in die zuletzt besuchte Stadt zurückversetzen lassen.
In Chantra leben die Rassen der Menschen, Orks, Mondelfen und Dragonscions, die untereinander nicht grundsätzlich verfeindet sind. Jede Rasse beginnt das Spiel in einer anderen Stadt. Die Startstadt der Menschen ist Anchorville, in ihrem Gebiet liegen noch die Städte Delfaras, Tullan und Ellore. Die Anfangsstadt der Orks ist Golundo, weitere Städte der Orks sind Kuhn, Trilgard und Zylok. Die Startstadt der Mondelfen ist Norine, zu ihrem Gebiet gehören noch Laflesia, Deribelle und Tor Fortress. Die Startstadt der Dragonscions ist Cien, in ihrem Gebiet liegen noch die Städte Sariend, Ranfa, Stull und Halien. Hideback Village und Terranoa sind Zwischenposten aller Völker.
Eine Besonderheit der Klassenauswahl in Archlord ist die automatische Zuteilung eines Geschlechts bei der Charaktererstellung. So ist z. B. ein menschlicher Magier immer weiblich. Folgende Klassen können ausgewählt werden:

### Menschen
- Ritter (Knight; männlich), ein Nahkämpfer, der mit Hellebarden, Zweihand-Schwertern, Einhand-Schwertern, Äxten oder Hämmern kämpft. Der Ritter ist der Verteidiger der menschlichen Klasse, er hat sehr viele Lebenspunkte und trägt schwere Rüstungen.
- Magier (Mage; weiblich), ein Magier, der mit Stab („Staff“) oder Zauberstab („Wand“) kämpft. Der Magier kämpft vorzugsweise mit elementaren Zaubersprüchen die sehr viel Schaden machen.
- Bogenschütze (Archer; männlich), ein Fernkämpfer, der mit Bogen oder Armbrust kämpft. Der Bogenschütze besitzt im Gegensatz zu anderen Fernkampfklassen eine relative hohe Verteidigung, er greift mit der Macht des Feuers und der Natur an.

### Orks
- Berserker (männlich), ein Nahkämpfer, der mit Hellebarden, Zweihand-Schwertern, Einhand-Schwertern, Äxten oder Hämmern kämpft. Der Berserker hat nicht so viele Lebenspunkte wie seine Parallelklasse Ritter, verursacht aber im Gegenzug einen Schaden, der den des Ritters weit übersteigt.
- Hexenmeister (Sorcerer; männlich), ein Magier, der mit Stab („Staff“) oder Zauberstab („Wand“) kämpft. Die Fähigkeiten des Hexenmeisters ähneln denen der Magierin sehr. Zusätzlich kann er, im höheren Level, Tote Beschwören die ihn im Kampf unterstützen.
- Jäger (Hunter; weiblich), eine Fernkämpferin, die mit Bogen oder Armbrust auf die Jagd geht. Die Jägerin ist eine gute Fernkämpferin, die mit ihren Kurzbögen sehr schnell schießen kann. Sie hat zwar weniger Verteidigung als ein Bogenschütze, jedoch besitzt sie dafür die Fähigkeit Ausweichen, womit sie bei hohem Fertigkeitslevel kaum getroffen werden kann.

### Mondelf
- Elementalist (weiblich), eine Beschwörerin, die mit Chakrams oder Stab kämpft. Die Elementalisten haben die Kraft, für jedes Element ein Monster zu beschwören, das ihnen im Kampf zur Seite steht. Wer gerne mit PvP-Charakteren kämpft, sollte sich den Elementalisten widmen, da sie den größten Schaden verursachen und zusätzlich ihre Pets (beschworene Mitkämpfer) herbeirufen können, die nochmals besonderen Schaden machen.
- Waldläufer (Ranger; weiblich), eine Fernkämpferin, die mit Bogen oder Kataria (ähnlich einem Bumerang) kämpft. Die Waldläufer bewegen sich mit einer großen Geschwindigkeit durchs Land und fallen ruckartig über die Gegner her.
- Swashbuckler (weiblich), eine Nahkämpferin, die sich vor allem dadurch auszeichnet, dass sie als bisher einzige Klasse zwei Waffen tragen kann, sowie dass sie eine der schnellsten Klasse im Spiel ist.

### Dragonscion
- Scion, ein Hybrid, der mit Xenon und Karon kämpft. Die Scions sind in der Lage sich in drei verschiedene „Klassen“ zu verwandeln. Darunter gehört der „Slayer“ als Nahkampfklasse, der „Orbiter“ als Fernnkampfklasse und der „Summoner“ als Magieklasse.

## Spielverlauf

### Serverauswahl
Zuerst wählt der Spieler einen Server aus, auf dem er einen Charakter erstellen will. Die maximale Anzahl von Charakteren ist auf drei pro Server beschränkt. Löschen kann man einen erstellten Charakter durch Eingabe des Passworts.
Derzeit gibt es einen PvP-Server mit dem Namen Tullan, der von Webzen im August 2009 eröffnet wurde. Am 14. Januar 2010 wurden die drei Player-versus-Environment- oder PvE-Server (Brumhart, Evengarda und Gaiahon), sowie der PvP-Server Cyripus zu zwei Servern Europe 2 und Europe 3 zusammengelegt. Gleichzeitig wurde ein neuer PvE-Server mit dem Namen Europe 1 – Deribelle eröffnet.
Derzeit gibt es folgende Server:
- Europäische Server:

- Zian
- Sylvia
- Urzark
- Amerikanische Server:

- Gracia

### Charaktererstellung
Nachdem man einen Server ausgewählt hat, gelangt man zum Charaktererstellungsmenü, das im Vergleich zu anderen MMORPGs wenige Möglichkeiten bietet, wodurch sich viele Charaktere ähneln.
Veränderbar sind:
- Rasse (Mensch, Ork, Mondelf, Dragonscion)
- Klasse (Nahkämpfer, Fernkämpfer, Magier)
- Frisur (kann im weiteren Spielverlauf gegen eine kleine Gebühr geändert werden)
- Aussehen (kann ebenfalls gegen eine kleine Gebühr verändert werden)

### Steuerung
Gesteuert wird Archlord hauptsächlich mit der Maus. Man kann durch Klicken ein „Laufziel“ für den Charakter auswählen, durch Klicken mit Nicht-Spieler-Charakteren (NPCs) reden oder mit ihnen handeln und durch Doppelklicken NPCs oder andere Spieler angreifen. Die Fertigkeiten werden mithilfe der Zifferntasten, der Tasten „+“ oder „−“ eingesetzt, wobei die Tasten „1“ und „2“ für Lebens- bzw. Manatränke reserviert sind. Die verschiedenen Menüs werden durch Drücken von Kürzeln auf der Tastatur oder durch die Leiste im unteren Bildschirmrand aufgerufen (Beispiel „m“ = Map, Karte).

### Erfahrung
Durch die Erfüllung von Aufgaben (Quests) oder durch das Töten von NPCs erhält man Erfahrungspunkte, meist auch Goldmünzen, manchmal Tränke, Waffen, Rüstungen oder andere Gegenstände. Hat man genügend Erfahrungspunkte gesammelt, steigt man in die nächste Stufe (Level) auf. Mit höherem Level erhält man mehr Lebens- und Mana-Punkte, kann neue Quests annehmen, neue Kampffertigkeiten lernen, neue Waffen beziehungsweise Rüstungen anlegen und neue Reittiere benutzen. Das maximale Level ist 120, jede Spielfigur beginnt bei Level 1.
Wird man im Kampf getötet, verliert man (ab Level 6) 3 % der bisherigen Erfahrungspunkte in seinem Level, steigt aber nicht im Level ab. Eine Wiederbelebung erfolgt in der zuletzt besuchten Stadt. Wenn man im Besitz eines speziellen Trankes mit dem Namen Reverse Orb ist, wird man ohne Verlust an Erfahrungspunkten an Ort und Stelle wiederbelebt.

### Gruppen und Gilden
Sowohl das Lösen der Quests als auch das Töten von Monstern kann durch einen Spieler alleine erfolgen. Der kurzzeitige Zusammenschluss mehrerer Spieler in einer Gruppe (Party) wird durch mehr Lebenspunkte, bessere Angriffs- oder Verteidigungswerte belohnt. Mehrere Spieler können Gegner auch gemeinsam angreifen und die gewonnenen Erfahrungspunkte sowie die Goldmünzen miteinander teilen.
Mit Erreichen des Levels 20 kann man eine Gilde gründen. Gilden können gegeneinander Kriege führen, nur der Leiter einer Gilde kann Archlord werden.

### Handel
Die meisten Gegenstände, die man beim Töten von Monstern erhält, kann man bei einem Händler-NPC in einer Stadt wieder verkaufen, erhält dabei aber nur einen schlechten Preis. Alle Gegenstände können auch direkt an andere Spieler verkauft werden. Außerdem können maximal 10 verschiedene Gegenstände gleichzeitig in die Verkaufsliste des Auktionshauses gestellt werden. Gegenstände, die von anderen Spielern über das Auktionshaus angeboten wurden, können durch Besuch bei dem NPC Item Trader gekauft werden. Um einen Gegenstand im Auktionshaus einzustellen, muss man 3 % des verlangten Preises als Gebühr bezahlen. Der Gegenstand ist dann für 7 Tage im Auktionshaus sichtbar. Wird er nicht verkauft, wandert er zurück in das Inventar des Spielers und die Auktionsgebühr wird zurückerstattet. Wird jedoch die Auktion vor Ablauf der 7 Tage durch den Verkäufer abgebrochen, ist die Gebühr verloren.

## Kommunikation
Im Spiel stehen folgende Chat-Funktionen zur Verfügung:
- normaler Chat: alle Spieler in der Umgebung sehen die Mitteilung
- Schreien: jeder im gleichen Gebiet kann die Mitteilung lesen
- Flüstern: nur der angesprochene Mitspieler kann den Inhalt lesen

Als Mitglied einer Gruppe oder Gilde können Mitteilungen nur an die Gruppen- bzw. Gildenmitglieder oder Mitglieder einer verbündeten Gilde geschrieben werden.

Weiters kann man im Spiel mehrere neue Chat-Kanäle öffnen.

Durch den Kauf von Briefpapier beim NPC Postmaster können Nachrichten auch an Spieler verschickt werden, die nicht eingeloggt sind.

## Fertigkeiten und Ausrüstungen

### Kampffertigkeiten
- Jede Klasse hat ihre eigenen Fertigkeiten, die zu erlernen sind. Man benötigt Punkte, um eine Fertigkeit aufzurüsten. Diese erlangt man, indem man im Level aufsteigt. Für jedes erkämpfte Level erhält man ein Fertigkeitspunkt, den man bei einem Trainer einsetzen kann.
- Jede Klasse hat seine eigenen NPC als Trainer (z. B.: Hunter → Archer-Trainer; Mage/Sorcerer → Magic-Trainer). Jede Fertigkeit kann maximal auf Level 5 aufgerüstet werden.
- Die Fertigkeiten sind in 7 unterschiedliche Bereiche eingeteilt: Es gibt die Unterteilungen „Kampf“, „Stärke“, „Klasse“, „Passiv“, „Combo“, „Heroic“ und „Archlord“. Die Archlord-Fertigkeiten kann man allerdings nur einsetzen, wenn man selbst der Archlord ist.

### Waffen und Rüstungen
Dabei gibt es vier verschieden gute Waffen- und Rüstungsarten. In aufsteigender Reihenfolge sind es: Normal, Rare, Unique und Elite. Waffen bestimmen den Angriffswert des Spielers. Rüstungen beinhalten 5 verschiedene Teile: Kopfbedeckung, Oberkörper, Armschutz, Unterkörper und Schuhe. Sie bestimmen die Verteidigung des Charakters. Nur normale Waffen oder Rüstungen sind bei einem Händler-NPC erhältlich, bessere Ausrüstung erhält man beim Töten von Monstern oder im Auktionshaus gegen virtuelle Goldmünzen.

### Schmuck
- Ringe geben dem Spieler zusätzliche Boni in verschiedenen Eigenschaften (z. B. Stärke). Jeder Spieler kann zwei verschiedene auf einmal tragen.
- Ketten geben dem Spieler eine zusätzliche Elementarverteidigung und erhöhen meist alle Werte des Spielers.
- Flügel kann man im Chanta-Shop für echtes Geld kaufen kann. Diese erhöhen die Laufgeschwindigkeit eines Spielers.
- Unique Ringe/Unique Ketten ist eine zweite Art von Schmuck, die man sich anlegen kann. Die Unique Ringe/Unique Ketten haben spezielle Fähigkeiten und sind sehr selten.

### Aufrüstung
Waffen und Rüstungen und Schmuckgegenstände besitzen in der Regel freie Fächer (Slots), die mit Elementarsteinen (Elemental Stones) oder Gebetssteinen (Prayer Stones) bestückt werden können. Dadurch wird der Gegenstand aufgerüstet und es erhöhen sich die Angriffs- oder Verteidigungswerte, manche Steine verleihen dem Spieler auch mehr Lebens- oder Mana-Punkte. Mit einer geringen Wahrscheinlichkeit können Gegenstände durch die Aufrüstung allerdings auch zerstört werden.
Es gibt Elementarsteine für die Feuer-, Luft-, Wasser- oder Erde-Angriffe, die Gebetssteine unterteilen sich in die Gruppen Angriff, Verteidigung und Spezial. Außerdem existieren sowohl bei den Elementarsteinen als auch bei den Gebetssteinen verschiedene Stufen. Kompliziert wird das System der Aufrüstung dadurch, weil jeder Gegenstand nur mit bestimmten Steinen aufrüstbar ist und weil nicht jede Kombination von Steinen möglich ist.
Einfacher ist die Verbesserung von Rüstungen, Waffen und Schmuck durch Verstärkungstränke (Reinforcement Potion), die man gelegentlich beim Töten von Monstern oder im Auktionshaus erhält.

### Handwerkliche Fertigkeiten
Zusätzlich zu den Kampffertigkeiten kann der Spieler auch das Plündern (Ransacking), Ausbeinen (Carving) und Häuten (Skinning) von getöteten Monstern erlernen. Dadurch erhält man z. B. Fleisch, Knochen oder Tierfelle. Mit der Serviceübernahme durch Webzen wurden die drei Fertigkeiten zu einer einzigen (Collection) zusammengefasst.
Nach dem Kauf eines Kochtopfes und dem Erlernen der Kochkunst ist man dann in der Lage, daraus Gerichte herzustellen, die einige Minuten lang etwa die Lebenspunkte oder die Verteidigungswerte erhöhen. Durch mehrmaliges erfolgreiches Anwenden dieser Fertigkeit steigt man in eine höhere Stufe der Kochkunst auf. Mit jeder Stufe kann man die Zubereitung neuer Gerichte erlernen, die höchste Stufe ist 10.
Des Weiteren kann man einen Eisenkessel kaufen und die Kunst der Alchemie erlernen, um Zaubertränke aus den Teilen getöteter Tiere herstellen. Durch die Tränke ist eine kurzzeitige Metamorphose in ein Tier möglich, das schneller beweglich ist und höhere Angriffswerte hat. Auch hier ist ein Aufsteigen in eine höhere Alchemie-Stufe bis zum Höchstwert 10 möglich.

## Besonderheiten

### Player versus Player
PvP-Gebiete sind Bereiche, in denen man gegen andere Spieler kämpfen kann. Man unterscheidet in Archlord zwei verschiedene Arten von PvP: In speziellen Arenen (sogenannten gefährlichen Kampfbereichen) ist PvP ohne Einschränkungen möglich, in den übrigen Gebieten werden Angriffe auf schwächere Spieler mit sogenannten Villain Points (VP oder auch Schurkenpunkte genannt) bestraft. Je mehr man davon sammelt, desto eingeschränkter werden die Möglichkeiten zur Interaktion mit der Umwelt. So können ab einer bestimmten „Schurkenstufe“ Händler ihre Dienste verweigern und auch das Handeln sowie die Gruppenbildung mit anderen Spielern wird unmöglich. Als Schurke wird man außerdem von den Stadtwachen angegriffen. Innerhalb von Städten ist PvP grundsätzlich nicht möglich. In den Arenen bekommt man sogenannte Skulls (englisch für Schädel) als PvP-Trophäen. Seit Webzen werden diese aber weder zum Ausbau der Gilde noch zum Erstellen eines Gildebanners benötigt, was zu Codemasters Zeiten noch der Fall war.

### Guild versus Guild
Die meisten GvG-Schlachten (Gilde gegen Gilde) werden in den bereits beschriebenen Burgkämpfen ausgeführt. Jedoch besteht zudem außerhalb der Burgenschlachten die Möglichkeit, einen Gildenkampf zu veranstalten. Dabei geht die Gilde siegreich hervor, die nach einer vorher festgelegten Zeit die meisten Punkte erzielt hat. Punkte werden durch das Töten eines Spielers der gegnerischen Gilde gewonnen. Des Weiteren ist es möglich, einer anderen Gilde den Krieg zu erklären. Nimmt diese Gilde die Kriegserklärung an, können die Mitglieder der gegnerischen Gilde ohne Bestrafungen auch außerhalb der gefährlichen Kampfbereiche angegriffen werden, nicht jedoch in Städten.

### Raffinerien
In einigen Städten befinden sich Raffinerien, wo man 10 Elementarsteine gleicher Art und Stufe zu einem Elementarstein höherer Stufe verfeinern kann. Weiter ist dort die Herstellung neuer Gegenstände möglich, wenn man die erforderlichen Materialien besitzt. Seit der Serviceübernahme durch Webzen kann man hergestellte Gegenstände durch die Raffinerien auch verbessern, um so noch bessere Boni zu erlangen.

### Chantra-Shop
Nach der Umstellung von einem monatlichen Entgelt auf kostenloses Spielen verwenden Codemasters und der Nachfolger Webzen den sogenannten Chantra-Shop als Einnahmequelle. In diesem Shop haben die Spieler die Möglichkeit, aus dem Spiel heraus Gegenstände zu kaufen, die ihren Charakter kurzzeitig aufwerten (z. B. erhöhte Erfahrungsrate, Schriftrollen für schnelles Reisen, Wiederbelebungssteine). Diese Gegenstände werden mit W Coins bezahlt, die der Spieler für reales Geld bei Webzen erwerben kann.

## Ziel des Spiels
Wie bei den meisten Online-Spielen besteht im Allgemeinen kein konkretes Ziel, da das Spiel auf einen kontinuierlichen Betrieb ausgelegt ist. Jedoch könnte es als Ziel des Spiels angesehen werden, Archlord zu werden. Dies ist jedoch nur Gildenführern vorbehalten und ist somit nicht einfach für jeden Spieler erreichbar.
Es gibt dennoch viele Teilziele für die Spieler zu erreichen, wie eine neue Rüstung, neue Waffen oder ein neues Reittier. Der Spieler kann seinen Avatar durch das siegreiche Beenden von Kämpfen in seiner Stufe (Level) aufsteigen lassen; mit höherem Level stehen neue Aufgaben (Quests) zur Verfügung, deren Beendigung das Aufsteigen auf die nächste Stufe beschleunigen können.

### Archlord werden
Mit der Einführung der ersten Erweiterung ist es möglich, sich als Archlord von allen anderen Spielern auf dem Gameserver abzuheben. Dafür nimmt jede Gilde, die gerade eine Burg besitzt, an der monatlich stattfindenden Belagerung der Archlord-Burg Rensphere teil. Der Gildenmeister der erfolgreichen Gilde gilt dann als Archlord. Weitere Belohnungen sind ein Drache als Flug-Reisemittel, die Möglichkeit, Nicht-Spieler-Charaktere beschwören zu können, Mitgliedern der eigenen Gilden mit besonderer Ausrüstung auszustatten und Naturerscheinungen heraufzubeschwören.
Der Archlord verliert seinen Titel, wenn er stirbt. Dabei ist es irrelevant, in welcher Situation er stirbt. Sollte er von einem Spieler getötet werden, so wird jener Spieler jedoch nicht Archlord. Dies ist nur durch das oben beschriebene Verfahren möglich.

### Gildenrangliste anführen
Die Gildenrangliste anzuführen bedeutet, in der eigenen Gilde möglichst viele Mitglieder zu führen und einen Gildenführer mit einem hohen Level zu haben. Dabei gibt es eine festgelegte maximale Anzahl an Gildenmitgliedern, die erhöht werden kann, wenn der Gildenführer der betreffenden Gilde im Kampf gegen andere Spieler in gefährlichen Kampfbereichen erfolgreich hervorgeht.

### Eine Burg besitzen
Ein weiteres erstrebenswertes Ziel einer Gilde ist es, eine eigene Burg zu besitzen. Diese kann man einmal wöchentlich bei einem Burgenkampf für seine Gilde gewinnen. Das Besondere ist, dass die vorherigen Besitzer diese während des Angriffes verteidigen können. Der Besitzer einer Burg kann einen bestimmten Steuersatz für das Volk festlegen, das zu der Burg gehört. Folglich gibt es vier Burgen (Menschen, Orks, Mondelfen, Latria). Die Steuern fallen an, wenn ein Spieler einen Gegenstand bei einem NPC erwirbt, durch Portale reist etc. Hilfsmittel beim Burgenkampf sind beschworene Monster, Katapulte und Belagerungswaffen für die Angreifer und Teleport-, Verteidigungs- und Heiltürme für die Verteidiger. Als weiterer Bonus steht den Burgbesitzern ein Geheimer Dungeon zu, in dem sie ohne Störungen von Gegenspielern grinden können. Die Erfahrungsraten in diesem Dungeon sind leicht höher als die Erfahrungsraten im Battleground.

### Battleground
Der Battleground wurde mit „Episode V“ hinzugefügt. In diesem Gebiet ist das PvP auf andere Rassen begrenzt und die Namen werden als Sterne angezeigt. Zudem erhält man für einen Spielerkill Charismapunkte. Abhängig vom Level des Gegenspielers können diese höher oder niedriger ausfallen. Mit je 1000 Charismapunkten kann man ein Mal am Lottorad des Battlegroundes drehen, um an das Set des Battlegroundes zu gelangen.

### Race vs. Race
Das Race vs. Race Event wurde mit dem Battleground hinzugefügt. Es findet jeden Donnerstag und Sonntag um 12 Uhr (GST) statt.
Während des Events versucht man mit seiner Rasse spezielle Bosse zu töten. Jede Rasse hat einen Boss und die meisten Bosse befinden sich im Center of Chaos (zentraler Punkt im Battleground). Wird ein Boss von einer Rasse besiegt, erhält jeder der Rasse, der sich im Battleground befindet, einen Rassenbuff für vier Tage.

## Nachfolger
Im Sommer 2014 wurde die Beta-Version eines FreeToPlay PvP MMOs namens Archlord II online gestellt.
Am 24. November 2015 wurden die Server abgeschaltet.
Archlord II hatte 300.000 registrierte Spieler.